# Герб Переяслава
Герб Перея́слава — офіційний символ міста Переяслав Київської області. Затверджений 1999 року.

## Історичні герби та проєкти
Герб, затверджений 4 червня 1782 року разом з іншими гербами Київського намісництва, мав такий вигляд: «У срібному полі трьох-уступна вежа, увінчана церковною главою й зубчатою короною».
У 1865 році був складений новий проєкт герба Переяславля: «У срібному полі червлена в 3 яруси вежа із золотими швами й вікнами, увінчана золотим з таким же хрестом куполом. Над вежею червлена по 3 зубцях корона». У вільній частині — герб Полтавської губернії. Передбачалося, що герб будуть оточувати колосся, з'єднані Олександрівською стрічкою. Проєкт не був затверджений.

Герб Переяслава, затверджений у 1620 р.
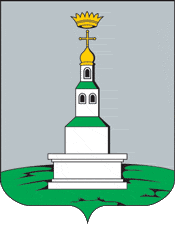
Герб Переславля, затверджений 4 червня 1782 р.